# Solanum glaucophyllum
Solanum glaucophyllum là loài thực vật có hoa trong họ Cà. Loài này được Desf. miêu tả khoa học đầu tiên năm 1829.